# 韋伯斯特 (內布拉斯加州)
韋伯斯特（英語：Webster）是位於美國內布拉斯加州道奇縣的非建制地區。

## 歷史
韋伯斯特的郵局於1871年設立，其後於1902年停運。

## 地理
韋伯斯特所處的海拔為高於海平面415米（即1362英呎），而該地所採用的時區為UTC-6，即北美中部时区（CST）。同時該地設有夏令時間，為UTC-6調快一小時，即UTC-5（CDT）。